# Dimitar Orachowaz
Dimitar Petrow Orachowaz (bulgarisch Димитър Петров Ораховац; * 10. Oktober 1892 in Lowetsch; † 28. November 1963 in Sofia) war ein bulgarischer Physiologe und der Rektor der Universität Sofia.

## Leben
Orachowaz studierte in München Medizin. Er setzte seine Studien in Cambridge fort und spezialisierte sich dort auf die Physiologie. Von 1951 bis 1963 war er Direktor des Instituts für Physiologie der Bulgarischen Akademie der Wissenschaften.
In seinen wissenschaftlichen Arbeiten befasste er sich mit Problemen der Speicherfunktion der Milz, Ernährungsproblemen, des Gefäßtonus und der Physiologie des Kreislaufs.
Orachowaz wurde mit dem Dimitroffpreis ausgezeichnet.